# Il cucciolo spaziale
Il cucciolo spaziale (The Star Beast) è un romanzo per ragazzi di fantascienza del 1954 dello scrittore statunitense Robert A. Heinlein, racconta di un liceale che scopre che il suo cucciolo extraterrestre è più di quello che sembra.

## Storia editoriale
Scritto nel settembre 1953 è stato pubblicato da Scribner's nella serie dei romanzi per ragazzi nel 1954; quello stesso anno una versione leggermente ridotta intitolata Star Lummox era stata pubblicata a puntate nei numeri di maggio, giugno e luglio di The Magazine of Fantasy and Science Fiction come romanzo per adulti.
La traduzione in italiano di Hilya Brinis è stata pubblicata dalla Casa Editrice La Sorgente per la prima volta nel 1959 e poi di nuovo nel 1967 e nel 1978.
La prima edizione tedesca apparve nel 1966 con il titolo Das Ultimatum von den Sternen (L'ultimatum dalle stelle).

## Trama
La trama si sviluppa lungo due linee narrative principali. La prima segue il problema costituito da un animale senziente alieno che John Thomas Stuart XI ha ereditato dal padre, il longevo Lummox (tontolone) portato a casa dal bisnonno di John Thomas, che era membro dell'equipaggio di una delle prime navi interstellari di esplorazione.
Lummox è via via cresciuto, soprattutto dopo aver mangiato una macchina usata, dalle dimensioni di un cucciolo di collie a quelle di un behemoth che è possibile cavalcare.
Un giorno l'infantile Lummox lascia il suo recinto nella proprietà degli Stuart e provoca ingenti danni materiali in tutta la città di Westville, a partire da un cane e un po' di cespugli di rose per finire con parte di un grande magazzino, di conseguenza si decide di eliminarlo, ma i tentativi di imprigionarlo e ucciderlo falliscono miseramente.
Nel disperato tentativo di salvare il suo animale domestico, John Thomas si rassegna a venderlo a una istituzione scientifica, ma poco dopo cambia idea e scappa nella vicina regione selvaggia cavalcando sulla schiena di Lummox.
La sua fidanzata Betty Sorenson lo raggiunge e suggerisce di riportare la bestia in città e nasconderla nella serra di un vicino, tuttavia una creatura così grande non è facile da nascondere.
La seconda linea narrativa parla di un incidente diplomatico: nei nostri cieli appare una nave degli Hroshii, un'avanzata, potente e finora sconosciuta razza aliena che chiede la restituzione di una loro bambina perduta, un membro di un matrimonio a sei sessi programmato per duemila anni, parte di un più ampio schema genetico che è in corso da trentottomila anni; se gli Hiroshii non fossero accontentati sarebbero in grado di distruggere la terra.
È il Dipartimento per gli Affari Spaziali e il suo Sottosegretario Permanente, Henry Kiku, che devono affrontare la crisi.
Le trattative di Kiku, del suo sostituto Sergei Greenberg e del Dr. Fateml, l'umanoide medusa intermediario con gli Hroshii, sono a dir poco affascinanti.
Solo un po' più della metà del libro riguarda direttamente John Thomas e Lummox, il resto è per la gran parte incentrato sulla figura di Kiku.
Inizialmente, nessuno collega Lummox ai nuovi arrivati, ha il giusto numero di gambe - otto - per essere l'Hroshia mancante, ma le sue dimensioni (Lummox è stato nutrito eccessivamente) e la mancanza di braccia sembrano escluderlo;
in seguito si scopre che Lummox è una "lei", un membro dell'equivalente Hroshii della famiglia reale e le trattative, già tese, si complicano.
Per tutto il tempo, la giovane Lummox ha portato avanti il suo unico hobby e principale interesse: l'allevamento dei John Thomas e Lei mette in chiaro che ha intenzione di continuare a farlo; questo dà al capo negoziatore umano, il signor Kiku, la leva di cui ha bisogno per stabilire relazioni diplomatiche con gli alieni.
Quando Lummox torna dal suo popolo John e Betty, dopo essersi sposati, la accompagnano in qualità di membri della missione diplomatica umana.

## Temi
Anche se Heinlein era cresciuto all'epoca della segregazione razziale negli Stati Uniti d'America, con questo libro ha molto anticipato i tempi per l'esplicito rifiuto del razzismo; la semplice esistenza di protagonisti non-bianchi è stata una grande novità quando fu pubblicato, nel 1954, prima della nascita del movimento per i diritti civili degli afroamericani.
Nel romanzo l'alto funzionario governativo responsabile dei negoziati con gli Hroshii è il signor Kiku, proveniente dall'Africa, ed Heinlein dichiara esplicitamente che la sua pelle è "nera come ebano" e che quello di Kiku è un felice matrimonio combinato.
Questo libro si distingue tra le opere di Heinlein per essere pieno di satira e umorismo, ad esempio:
- la ragazza di John Thomas, Betty Sorenson, vive nell'Istituto per Bambini Liberi di Westville perché ha divorziato dai suoi genitori per le loro idee strane[7];
- il signor Kiku non sopporta i serpenti, così ogni incontro con il Dr. Faetml, la cui testa e coperta di tentacoli che si contorcono, è per lui un calvario;
- secondo Damon Knight, la maggior parte dei personaggi di questo libro sono caricature, come probabilmente accade in qualsiasi libro satirico;
- la signora Beulah Murgatroyd, inventrice del popolare personaggio Pidgie-Widgie (Pidgie-Widgie sulla Luna, Pidgie-Widgie va a Marte e Pidgie-Widgie e i pirati dello spazio) e leader del movimento "Gli Amici di Lummox", desidera che il signor Kiku prenda parte con lei e Pidgie-Widgie ad una trasmissione stereovisiva, dove parleranno davanti a una ciotola di fiocchi Hunkies[11];
- il racconto de

(Heinlein 1978, Il cucciolo spaziale, p. 35)
- dal suo punto di vista, Lummox ha passato un centinaio di anni ad allevare dei John Thomas ed è fermamente intenzionata a continuare, per cui non vuole tornare a casa da sola e così, quando parte, John Thomas e Betty vanno con lei[4].

## Critica
Il noto autore di fantascienza e critico Damon Knight ha scritto:
(Damon Knight, In Search of Wonder)
di Kiku, Damon Knight dice:
Storie di ignoranti inevitabilmente ripetono le stesse scene; il repertorio della competenza è inesauribile.»
(Damon Knight, In Search of Wonder, p. 83)
Groff Conklin ha descritto il romanzo come "una delle più affascinanti storie di Heinlein".
Per P. Schuyler Miller il romanzo è "uno dei migliori del 1954".
Secondo Alexei Panshin è un libro che può essere interessante per quasi tutte le età.

### Edizioni
- (EN) Robert A. Heinlein, The Star Beast, Charles Schribner's Sons, 1954.

- (DE) Robert A. Heinlein, Das Ultimatum von den Sternen [L'ultimatum dalle stelle], Moewig, 1966.

- Robert A. Heinlein, Il cucciolo spaziale, traduzione di Hilya Brinis, Milano, la Sorgente, 1978.

### Fonti critiche
- (EN) Wendy Pearson, Race relations, in Gary Westfahl (a cura di), The Greenwood Encyclopedia of Science Fiction and Fantasy: Themes, Works, and Wonder, vol. 2, Westport, Connecticut, Greenwood Publishing Group, 2005,  pp. 648-650, ISBN 978-0-313-32952-4. URL consultato il 10 aprile 2016.

- (EN) James Daniel Gifford, The New Heinlein Opus List, in Robert A. Heinlein: A Reader's Companion (PDF), Nitrosyncretic Press, 2000, ISBN 978-0-9679874-1-5. URL consultato il 12 ottobre 2015.

- (EN) Alexei Panshin, III. THE PERIOD OF SUCCESS - 9. 1954, in Heinlein in dimension, Chicago, Advent:Publishers Inc, aprile 1968. URL consultato il 13 marzo 2016.

- (EN) Damon Knight, In Search of Wonder, 2ª ed., Chicago, Advent, 1967.